# Mambré Verdzanogh
Mambré Verdzanogh ou Vertsanokh (vers. 400—460, arménien : Մամբրե Վերծանող) est un écrivain, traducteur et religieux arménien du Ve siècle, un des pères de l'Église apostolique arménienne.

## Biographie
Les informations biographiques à son sujet sont très fragmentaires. Selon la tradition historique, il est considéré comme le frère cadet de Moïse de Khorène, bien que ni les premiers auteurs ni les œuvres de Mambré ne le confirment.
Il étudie avec Mesrop Mashtots et Sahak Ier Partev, ainsi qu'à Alexandrie. Il vit quelque temps à Byzance. Il est plus tard membre de l'école de littérature arménienne philhélène.
Les auteurs arméniens l'appellent « le grand philosophe ».

## Œuvre
Mambré Verdzanogh est considéré comme un des auteurs arméniens importants du Ve siècle, mais seuls quelques-uns de ses écrits, des homélies, ont été préservés : 
- Sur la résurrection de Lazare (arménien : «Ի Յարութիւն Ղազարու») - Venise (1833), pages 35–75, Venise (1894), pages 9–58.
- Sur l’entrée du Seigneur à Jérusalem (arménien : «Ի մեծի ավուր գալստեան Տեառն մերոյ Յիսուսի Քրիստոսի Յերուսաղէմ», littéralement Le grand jour de l'arrivée de notre Seigneur Jésus-Christ à Jérusalem) - Venise (1833) p. 76-87, Venise (1894) p. 59-72
- Sur le chemin du Sauveur à Jérusalem (arménien : «Յաղագս եկաւորութեան Փրկչին Յերուսաղէմ») - Venise (1833), 93, Venise (1894), considéré parfois comme faisant partie de l'homélie Sur l'entrée du Seigneur à Jérusalem.
- Sur la naissance du Sauveur (arménien : «Յաղագս ծննդեան Փրկչի») - Bibliothèque Echmiadzin, manuscrit n ° 1756.

Il est également crédité d'une petite œuvre intitulé Datumn kerdatsats, probablement partie d'une grammaire perdue, et d'un ouvrage historique également perdu, utilisé par Thomas Arçrouni.

### Publications
- Œuvres du vardapet Korioun, de Mambré Verdzanogh et de Davit Anhaght (Արդապետի, եւ Դավիթ Անհաղթի մատենագրությունք), Venisen Mkhitaristov, 1833, 640 p.
- Homélies de Mambré Verdzanogh (Վերծանողի Ճառք), Venise, Mkhitaristov, 1894, 79 p.
- Datter kerdatsats / / Catalogue de manuscrits (Ցուցակ), Erervan 1969. - T. 4, 558 p.